# The Return of Chandu
The Return of Chandu est un film américain en 12 épisodes réalisé par Ray Taylor, sorti en 1934.
Produit par la Sol Productions Lesser avec un scénario de Barry Barringer, le film a pour principaux interprètes Béla Lugosi et Maria Alba .
Il fait suite au film de 1932 intitulé Chandu le magicien, avec Béla Lugosi dans le rôle principal.

## Synopsis
Sur l'île de Lemuria, la princesse Naji est la proie des membres d'une secte démoniaque qui souhaitent unir son âme à celle d'une autre princesse pour permettre l'avènement du règne d'Ubasti. Grâce à l'aide du magicien Chandu, elle restera en vie.

## Distribution
- Béla Lugosi : Frank Chandler / Chandu
- Maria Alba : Princesse Nadji
- Clara Kimball Young : Dorothy Regent
- Lucien Prival : le grand prêtre Vindhyan

## Liste des épisodes[1]
1. Le retour de Chandu
2. La maison dans les collines
3. En haute mer
4. L'œil du mal
5. Le cercle d'invisibilité
6. Le faux pas de Chandu
7. L'illusion mystérieuse
8. Au bord du gouffre
9. L'invisible terreur
10. Sous le poids de la roche
11. La menace suspendue
12. Issue fatidique